# 赵窑遗址
赵窑遗址，位于中国河北省邯郸市赵窑村，为邯郸市武安市的一个省级文物保护单位，类型为古遗址，公布时间为1982年7月23日。
赵窑遗址的历史年代为新石器时代仰韶文化、商、周。